# Liste der Reifensteiner Schulen
Die Liste der Reifensteiner Schulen gibt die dem Reifensteiner Verband zugehörigen oder assoziierten Schulen wieder.

## Hintergrund
Die im Kaiserreich durch eine Initiative von Ida von Kortzfleisch begründeten Schulen und die zugehörige Reifensteiner Bewegung trugen zur Frauenbildung in Deutschland mit bei. Der Reifensteiner Verband besaß von 1897 bis 1990 insgesamt 15 eigene Schulen. Zugleich fungierte der Verband als Schulverbund, Stellenvermittlung und Netzwerk der Absolventinnen und Schüler- und Seminaristinnen. Über Kooperationen angeschlossen waren zahlreiche weitere Träger, so dass sich insgesamt mehr als 40 wirtschaftliche Frauenschulen, ländliche Haushaltungsschulen und Lehrbetriebe der Reifensteiner Idee und Bewegung verbunden fühlten. Die Absolventinnen sind unter anderem bei landwirtschaftlichen Hausfrauenvereinen und den Landfrauenverbänden mit engagiert gewesen. Sie hatten auch mittelbar Einfluss auf die Berufsbilder für Frauen allgemein wie Berufsausbildungsgänge und deren Standesvertretung und Verbände. Prominente Reifensteinerinnen waren unter anderem Käthe Delius, später Direktorin der Bundesforschungsanstalt für Hauswirtschaft, Friederike von Hannover, die spätere Königin von Griechenland, die Politikerin Marie-Elisabeth Lüders, spätere Alterspräsidentin des deutschen Bundestages sowie die eng mit dem deutschen Widerstand verbundene Freya von Moltke.
Die Liste gibt sowohl Frauenschulen des Verbandes selbst als auch die assoziierten Schulen anderer Träger wieder. Abgebildet werden, so vorhanden, Bilder der Schulen wie der sogenannten Schulnadeln, die als Abzeichen dienten.

## Frauenschulen des Reifensteiner Verbandes
| Bild                               | Beschreibung | Schulnadel                           |
| ---------------------------------- | --- | ------------------------------------ |
| Reifensteiner Schule Ofleiden      | Nieder-Ofleiden in der Nähe von Marburg/Lahn 1897–1900 1897 Die erste Frauenschule des Vereins wird gegründet. Ihr werden eine Haushaltungsschule und eine Kleinkinderschule angegliedert. 1900 Die Frauenschule wird nach Reifenstein verlegt. Zwischen dem von Ida von Kortzfleisch (1850–1915) gegründeten „Verein zur Errichtung wirtschaftlicher Frauenschulen auf dem Lande“, später „Reifensteiner Verband“ und Freifrau Dorette von Schenck zu Schweinsberg (1842–1902), der Besitzerin des Gutes Nieder-Ofleiden bei Homberg/Ohm im damaligen Großherzogtum Hessen, wurde im August 1896 ein Mietvertrag über das Wohnhaus, Nebengebäude und ein Grundstück von 8 Morgen, zur Errichtung einer „Wirtschaftlichen Frauenschule auf dem Lande“ für 3 Jahre unterschrieben. Bei Aufnahme des Schulbetriebs umfasst das Anwesen einen Schulgarten, außerdem bestanden zwei Treibhäuser und eine Imkerei. An der Hofseite des Gutes befanden sich Waschküche und Remisen, auf der anderen Hühnerstall und Auslaufwiese. In dem Haus war keine Elektrizität, keine Wasserversorgung und in den Schülerinnenzimmern keine Heizung. Der wirtschaftlichen Frauenschule waren eine Haushaltungsschule für Landmädchen und eine Kleinkinderschule, die unter der Leitung einer Diakonissin stand, angegliedert. Die Haushaltungsschule auf dem Lande für Mädchen hatte 2 Abteilungen, die Abteilung für Landmädchen, in der wirtschaftliche Kenntnisse vermittelt wurden und die Abteilung zur Ausbildung für eine dienende Stellung mit einem halbjährigen Gartenbaukurs. Nach Ende der Pachtzeit wurde die Schule Reifenstein gegründet. In Nieder-Ofleiden wird danach noch einige Jahre unter der Leitung von Freifrau von Schenk eine Haushaltungsschule geführt |                                      |
| Reifensteiner Schule Reifenstein   | Reifenstein im Eichsfeld in Thüringen 1900–1949 Die Wirtschaftliche Frauenschule eröffnet 1900 nach umfangreichen Renovierungsarbeiten im Ost- und Südflügel der preußischen Domäne Reifenstein, einem ehemaligen Zisterzienserkloster. In der Schule waren teilweise bis zu 100 Schülerinnen untergebracht. Von Beginn an übernahm die Schule soziale Aufgaben für das Umland. Mit der Regierung in Erfurt wurde 1932 ein neuer Pachtvertrag über 30 Jahre geschlossen, der Erweiterung des Geländes einschloss. Trotz wirtschaftlicher Engpässe konnte der Schulbetrieb bis Ostern 1945 aufrechterhalten werden. U.a. hatte ein Kinderheim Teile des Hauses belegt hatte. Als sich die sowjetische Besatzung ankündigte, löste die Direktorin die Schule auf und unternahm den Abtransport von Schulinventar und Privatgepäck in Richtung Obernkirchen. Einige Lehrerinnen blieben in Reifenstein und verhandelten mit der sowjetischen Militäradministration um einen Neubeginn. Der Neubeginn wurde nur unter der Bedingung gewährt, dass die Einrichtung verstaatlicht würde. Im Mai 1946 kaufte das Land Thüringen dem Verband das restliche Inventar von Reifenstein und Beinrode ab. Nun konnte der Unterricht erneut aufgenommen und bis zur Schließung 1949 betrieben werden. | Schulnadel Reifensteiner Reifenstein |
| Reifensteiner Schule Obernkirchen  | Obernkirchen 1901–1971 1901 Die Wirtschaftliche Frauenschule wird in einem leerstehenden Flügel des evangelisch-adeligen Damenstiftes in Obernkirchen eröffnet. Durch Hilfen der hessischen Behörden und Privatpersonen wurde die Eröffnung der Schule möglich. Die regierende Fürstin Marie Anna zu Schaumburg – Lippe übernahm das Protektorat der Schule. 1915 wurde die Schule zeitweilig Lazarett. Zudem bereiteten die Nachwirkungen der Revolutionsereignisse der Schule große Schwierigkeiten. Die Attraktivität der Schule zeigte sich auch darin, dass Mädchen aus vielen prominenten Familien die Ausbildung in Obernkirchen wählten. Mitte 1942 wurde die langjährige Direktorin Agnes Freiin von Dincklage (geehrt mit einem frauenOrt des Niedersächsischen Landesfrauenrates) von den Nationalsozialisten ihres Amtes enthoben. In den Jahren 1944/45 erfolgten Beschlagnahmungen für ein Lager der Hitlerjugend, ein Krankenhaus, ein Entbindungsheim und zeitweise die Unterbringung von Flüchtlingen. Im Oktober 1945 konnte der Unterricht mit 80 Schülerinnen wieder beginnen. 1972 zwangen wirtschaftliche Erwägungen die Schließung. |                                      |
| Reifensteiner Schule Maidburg      | Maidburg in Posen 1904–1919 1904 Auf Initiative Ida von Kortzfleischs kauft der Reifensteiner Verband das Schloss Maidburg im Kreis Kempen in Posen. Die Schule wird mit einem Seminar und ab 1907 mit einer Landpflegestation betrieben. 1919: Der Versailler Friedensvertrag schreibt die Zugehörigkeit des Kreises Kempen zu Polen fest, die Schule darf hiernach nicht fortgeführt werden und muss verkauft werden. |                                      |
| Reifensteiner Schule Scherpingen   | Scherpingen in Westpreußen 1908–1928 1908 Das schlossartige Herrenhaus des Gutes Scherpingen wird gekauft und eine Schule (auch im Gärtnereibereich) eröffnet. Wegen der Frontnähe wurden die Schülerinnen bei Ausbruch des Krieges 1914 nach Hause oder in andere Schulen geschickt. Die Schule wurde als Lazarett genutzt. Ende 1915 konnte der Unterricht wieder beginnen. Das Gebiet wurde 1918 bei Kriegsende polnisch. Dem Kuratorium gelang es, den „Danziger Verein Wirtschaftliche Frauenschule Scherpingen“ zu gründen, um den Besitz vor der Enteignung zu retten. Die Schülerinnen kamen nun vorwiegend aus dem polnischen Raum. Ab ca. 1925 wurden alle Reichsdeutschen (Lehrerinnen und Schülerinnen) ausgewiesen. Nur wer die polnische oder Danziger Staatsangehörigkeit besaß, durfte weiter bleiben. 1929 ordneten die polnischen Behörden die Schließung der Schule an. |                                      |
| Reifensteiner Schule Weilbach      | Bad Weilbach 1911–1972 Der Reifensteiner Verband kaufte 1911 das Kurhaus mit Nebengebäuden, großem Park und Schwefelquelle in Bad Weilbach und eröffnete die fünfte Frauenschule. Angegliedert wird die Kolonial-Frauenschule Bad Weilbach 1911–1914. Auf seinem Rückzug belegte das deutsche Heer in 1917 – 18 das Haus, welches 1918 von der französischen Besatzungstruppe besetzt wurde. Im Oktober 1919 konnte die Schule nach umfangreichen Reinigungsarbeiten wieder eröffnet werden. Der Verein ist Gesellschafter und im Aufsichtsrat der zugehörigen GmbH. Auf dem Gelände wurde 1933 ein Lager des Freiwilligen Arbeitsdienstes und 1935 ein Landschulheim für Mädchen eröffnet. Während des Krieges hatte die Schule mehrfach Einquartierung von Soldaten und auch ein Lazarett aus Wiesbaden. Nach 1945 besetzten Amerikaner das Haus. 1946 konnte der Unterricht wieder aufgenommen werden, bis in den späteren 60er Jahren der Verband sich gezwungen sah, das Anwesen zu verkaufen. Der Unterricht lief noch bis 1972 weiter, dann musste die Schule geschlossen werden. |                                      |
| Reifensteiner Schule Metgethen     | Kronprinzessin-Cecilien-Schule Metgethen in Ostpreußen 1912–1944 In dem von Elisabeth Boehm in Stepphuhn in Ostpreußen gegründeten „Landwirtschaftlichen Hausfrauenverein“ entstand der Wunsch, in Anlehnung an die Schulen von Ida von Kortzfleisch, eine Ausbildungsstätte für Lehrerinnen zu schaffen. 1912 eröffnete die Schule, die durch Spendenmittel ermöglicht wurde. Träger der Frauenschule ist zunächst der Verein für wirtschaftliche Frauenschulen für Ostpreußen. 1916 Aufgrund der Auswirkungen des Krieges 1914 – 1918 (Einquartierung, Ernährungsengpässen, Finanzierungsschwierigkeiten) wurde Metgethen dem Reifensteiner Verband als Geschenk angeboten, der die Schule übernahm. Der Versailler Vertrag trennte Ostpreußen vom Deutschen Reich (polnischer Korridor). Dies erforderte die Erweiterung des Unterrichtsangebotes für Metgethen, um die speziellen Bedürfnisse dieser Provinz aufzufangen. Der Ausbruch des Krieges 1939 führte durch die militärische Nutzung zu besonderen Erschwernissen, die Ende 1944 wegen der Nähe zur Front geschlossen werden musste. Das Haus wurde beschlagnahmt, um einen Stab des Reichsverteidigungskommissars mit 100 Mann dort unterzubringen. Einige Lehrerinnen wurden verpflichtet, die Betreuung der Soldaten zu übernehmen. Im Februar 1945 rückte die russische Armee immer weiter nach Ostpreußen ein. Das Gebäude der Frauenschule Metgethen wurde im Februar 1945 zerstört. | Schulnadel Metgethen                 |
| Reifensteiner Schule Oberzwehren   | Oberzwehren bei Kassel 1917–1944 Die Reifensteiner Schule wurde 1904 zunächst als Wirtschaftliche Frauenschule der Auguste-Förster-Stiftung in Zusammenarbeit mit dem Casseler Frauenbildungsverein gebaut und 1906 bezogen. Auguste Förster war eine Mitstreiterin von Ida von Kortzfleisch beim Aufbau der Reifensteiner Schulen. Im April 1917 kaufte der Reifensteiner Verband die Schule Oberzwehren. Die Schule hatte Platz für 27 Hauswirtschaftsschülerinnen und 5 Gartenbauschülerinnen. Aus wirtschaftlichen Gründen konnte der Reifensteiner Verband die Schule während der Inflationszeit nicht mehr halten und verkaufte sie 1921 an die Landwirtschaftskammer Kurhessen, der sie als ländliche Haushaltungsschule weiterführte. Dem Reichsnährstand wurde die Schule 1933 angegliedert, sie bestand von 1936 bis 1943 weiter als Landfrauenschule und wurde 1944 geschlossen. |                                      |
| Reifensteiner Schule Chattenbühl   | Chattenbühl (Kattenbühl) bei Hannoversch Münden 1918–1964 1918 Kauf des ehemaligen Kur- und Erholungsheims Rehbocksweide. 1964 Schließung der Frauenschule. | Schulnadel Chattenbühl               |
| Wöltingerode 2001                  | Wöltingerode bei Goslar 1918–1990 Nach Umbau des ehemaligen Zisterzienserinnenklosters begann der Unterricht im Oktober 1918 mit 37 Schülerinnen. In den Jahren 1918 bis 1932 gab es immer wieder Veränderungen im Bereich der Lehrkräfte und im Bildungsbereich, die Schülerinnenzahlen gingen drastisch zurück. Im Frühjahr 1945 mussten Lehrerinnen und 12 Schülerinnen wegen der Stationierung der deutschen Luftwaffe, zweier ausgelagerter Behörden und vieler Flüchtlinge ins Nebengebäude umziehen. Ab dem 22. Juni 1945 belegte die englische Besatzung alle Gebäude. Am 20. Mai 1946 konnte die Schule durch die britische Militärbehörde wiedereröffnet werden. Von 1951 bis in die 1980er Jahre hinein erfolgten regelmäßig Umbaumaßnahmen inkl. neuer Ausstattung der Räume sowie neuen Ausbildungsangeboten. Am 1. August 1990 wurde die Schule an das Christliche Jugenddorfwerk Deutschland e. V. übergeben. |                                      |
| Reifensteiner Schule Maidhof       | Maidhof in Gnadenfrei in Schlesien 1919–1945 1919 Für die Frauenschule wird das frühere Realgymnasium der Herrnhuter Brüdergemeine gekauft. 1943/44 Lage und Größe der Schule machen sie zu einem begehrten Objekt für Kriegszwecke. Die Schule wird in das Schloß Petersdorf am Zobten verlegt, kann dort bis zum Februar 1945 bestehen. |                                      |
| Reifensteiner Schule Beinrode 1930 | Beinrode bei Leinefelde in Thüringen 1920–1949 1920 Einrichtung einer Schule zur Ausbildung von ländlichen Hausbeamtinnen im ehemaligen Vorwerk der Domäne Reifenstein. 1949 Schließung der seit 1946 verstaatlichten Einrichtung. |                                      |
| Gartenanlagen in Wittgenstein 1985 | Wittgenstein im Sauerland 1928–1990 Auf dem vom Reifensteiner Verband erworbenem Grundstück bei Birkelbach mit Gebäuden und Nutzflächen wurde nach umfangreichen Umbaumaßnahmen die Schule zu Ostern 1928 eröffnet. Die Schülerinnenzahlen stiegen stetig an. Ab September 1939 wurde die Schule als Reservelazarett eingeplant. Ab 1944 wurden fast alle Schülerinnen in Rüstungsbetrieben zwangsverpflichtet. Im November 1945 konnte der Schulbetrieb wieder aufgenommen werden. 1946 bis 1952 nahm die Schule die Mädchenabteilung der zerstörten Landwirtschaftsschule Erndtebrück auf. Ab Mitte der 1950er Jahre bis 1980 stiegen die Schülerinnenzahlen auf 170 an. 1980 wurde der erste männliche Schüler in die Wittgensteiner Schule aufgenommen. Mitte der 1980er Jahre allerdings begannen die Schülerinnenzahlen so stark zu sinken, dass trotz stetig veränderter Ausbildungsangebote der Reifensteiner Verband am 1. August 1990 seine Schule an das Christliche Jugenddorfwerk Deutschland e. V. übergab. Die Schule Wittgenstein wird als „Jugenddorf Wittgenstein – Reifensteiner Schule“ weitergeführt. | 'Wittgensteiner' Schulnadel          |
| Schertlinhaus 1944                 | Schertlinhaus in Burtenbach 1939–1945 Der Reifensteiner Verband übernahm im März 1939 das bisherige Mädchenlanderziehungsheim Schertlinhaus bei Burtenbach. Am 1. Mai 1939 begann der Unterricht zunächst mit einem einjährigen Ausbildungsjahr der ländlichen Hauswirtschaft. Der Lehr- und Wirtschaftsbetrieb wurde umgebaut, um später ein zweites Ausbildungsjahr anbieten zu können. Die Existenz dieser Frauenschule wurde durch Auseinandersetzungen mit den Behörden immer wieder in Frage gestellt. Von 1942 bis 1945 war Anna von Kortzfleisch, Nichte von Ida von Kortzfleisch, Direktorin der Schule in Burtenbach. 44/45 gerät die Schule in die Auseinandersetzung zwischen Landesbauernschaft und Erziehungsministerium über den Bestand der Landfrauenschulen. Ende des Krieges muss das Schertlinhaus schließen. Nach Kriegsende blieben die Direktorin und die Lehrkräfte in der Schule, bis 1946 das Haus mit 650 Flüchtlingen belegt wurde. Diese gründeten eine Schwerbeschädigtengenossenschaft. Der Verband verkaufte die Schule an die Innere Mission Nürnberg. |                                      |

## Assoziierte Schulen
Hier werden Frauenschulen und fachlich verwandte Ausbildungsstätten aufgeführt, die dem Reifensteiner Verband körperschaftlich angeschlossen waren.
| Bild                                                                  | Beschreibung | Schulnadel              |
| --------------------------------------------------------------------- | --- | ----------------------- |
| Agnesschule 1915                                                      | Wirtschaftliche Frauenschule Agnesschule, Bad Lauterberg im Harz 1912–1918 Besitzerin Fräulein Hunäus. Seit 1917 dem Reifensteiner Verband angeschlossen. 1918 wurde die Schule geschlossen, da sie nicht mehr den Anforderungen genügte und nach Hannoversch Münden verlegt. |                         |
|                                                                       | Landfrauenschule und Lehrgut Amalienruh bei Meiningen in Thüringen 1904–1920 (Sülzfeld) Verwalterin Freiin Elisabeth von Pawel-Rammingen. Dem Reifensteiner Verband offiziell ab 1916 angeschlossen, vorher Bestand eine enge Zusammenarbeit. |                         |
| Arvedshof 1940                                                        | Wirtschaftliche Frauenschule, später Landfrauenschule Arvedshof bei Leipzig 1906–1949 (Elbisbach (Frohburg)) Besitzerin bis 1924 Therese Roßbach. Verkauf an die Landwirtschaftskammer des Freistaates Sachsen. Dem Reifensteiner Verband seit 1906 angeschlossen. Ab 1933 war die Schule dem Reichsnährstand angegliedert. 1945 erfuhr sie erst amerikanische, dann russische Besatzung. |                         |
| [kein Foto vorhanden]                                                 | Lehrfarm Brakwater bei Windhuk in Südwestafrika (heute Namibia), angeschlossen 1909, Datum der Schließung unbekannt Besitzerin Helene von Falkenhausen. Dem Reifensteiner Verband seit 1906 angeschlossen |                         |
| Dorotheenhof 1949                                                     | Haus- und landwirtschaftlicher Lehrbetrieb Dorotheenhof bei Ilfeld im Harz 1919–1948/49 (Neustadt/Harz) Besitzerin Anna Dorothea Haase. Dem Reifensteiner Verband 1923 angeschlossen. |                         |
| Böcking 1930                                                          | Haushaltungsschule Elly Hölterhoff-Böcking-Stiftung in Honnef am Rhein, ab 1928 Wirtschaftliche Frauenschule 1906–1939 Besitzerin Elly-Hölterhoff-Böcking-Stiftung der Universität Bonn. Dem Reifensteiner Verband von 1914 bis 1936 angeschlossen. Heute Physikzentrum Bad Honnef. |                         |
| [kein Foto vorhanden]                                                 | Ländliche Haushaltungsschule Elsenschule Marburg an der Lahn 1921–1922 Besitzerinnen Dorothea Hassenpflug und Sophie Kiekebusch. Dem Reifensteiner Verband seit 1921 angeschlossen. Die Schule gehörte zu den zahlreichen kleineren Einrichtungen, die die Inflationszeit nicht überstehen konnten. |                         |
| Ländliche Frauenschule in Falkenberg in der Mark um 1920              | Ländliche Frauenschule in Falkenberg in der Mark 1920–1922 Leiterin Dr. Hertha Wienecke. Dem Reifensteiner Verband seit 1921 angeschlossen. |                         |
| Frankenthal 1915                                                      | Wirtschaftliche Frauenschule Frankenthal in der Pfalz 1910–1920 Besitzer Verband pfälzischer Vereine für Fraueninteressen. Dem Reifensteiner Verband im Jahre 1917 angeschlossen. |                         |
| [kein Foto vorhanden]                                                 | Deutsche Frauenschule Gaienhofen am Untersee in Baden 1915/16–1924 Besitzerin Gertrud Petersen. Dem Reifensteiner Verband seit 1917 angeschlossen. |                         |
| Gandersheim 1910                                                      | Gärtnerinnen- und Haushaltungsschule Haus Gandersheim in Kaiserswerth am Rhein 1909–1933/34, 1925 verlegt zum Obstgut Schwalbenstein bei Balduinstein/Lahn Besitzerin bis 1914 der Katholische Frauenbund, anschließend die Gesellschaft für landwirtschaftliche Frauenbildung GmbH Nordborchen bei Paderborn. Dem Reifensteiner Verband seit 1909 bis 1933 angeschlossen. |                         |
| Groß-Graupa 1915                                                      | Landhaushaltungsschule, ab 1917 Wirtschaftliche Frauenschule Groß-Graupa bei Pirna in Sachsen 1911–1924 Besitzerin Anna Thieme. Ab 1915 unterstand die Landhaushaltungsschule Groß-Graupa dem Königlich Sächsischen Ministerium des Innern. Dem Reifensteiner Verband seit 1917 angeschlossen. |                         |
| Sachsenheim 1908                                                      | Wirtschaftliche Frauenschule, später Landfrauenschule Groß-Sachsenheim in Württemberg 1908–1954 (Sachsenheim) Besitzer Württembergischer Verein für wirtschaftliche Frauenschulen auf dem Lande e. V., ab 1936 unter dem Namen Verein für die Landfrauenschule Groß-Sachsenheim. Dem Reifensteiner Verband seit 1908 angeschlossen. |                         |
| [kein Foto vorhanden]                                                 | Landfrauenschule Helmstedt, Gründungsdatum nicht bekannt –1962 |                         |
| Inselbad 1930                                                         | Wirtschaftliche Frauenschule Inselbad zu Paderborn 1917–1932 Besitzerin Gesellschaft für landwirtschaftliche Frauenbildung GmbH Nordborchen bei Paderborn. Dem Reifensteiner Verband seit 1917 angeschlossen. |                         |
| [kein Foto vorhanden]                                                 | Landwirtschaftliche Haushaltungsschule, dann Wirtschaftliche Frauenschule, später Landfrauenschule Liebfrauenschule der Schwestern Unserer Lieben Frau zu Geldern im preußischen Regierungsbezirk Düsseldorf 1892 – Datum der Schließung unbekannt |                         |
| Wirtschaftliche Frauenschule Lindau in Reutin 1930                    | Wirtschaftliche Frauenschule Lindau in Reutin 1928 – Datum der Schließung unbekannt Leiterin Käte Buchwald. Dem Reifensteiner Verband seit 1928 angeschlossen. |                         |
| Lindenhof 1930                                                        | Landwirtschaftliche Frauenschule Lehrgut Lindenhof bei Hamburg 1925–1931 Besitzer Wilhelm Gratenau, Großkaufmann und Sägewerkbesitzer aus Hamburg. Dem Reifensteiner Verband seit 1925 angeschlossen. |                         |
| Löbichau 1925                                                         | Wirtschaftliche Frauenschule Löbichau in Thüringen 1908–1930 Besitzerin Deutsche Adelsgenossenschaft. Dem Reifensteiner Verband seit 1908 angeschlossen. Freya von Moltke, geb. Deichmann besuchte die Schule ab April 1928 für ein Jahr. |                         |
| Luisenhof 1935                                                        | Wirtschaftliche Frauenschule, später Landfrauenschule Luisenhof bei Bärwalde in der Neumark 1914–1945 Besitzer Verwaltungsrat der Evangelischen Frauenhilfe e. V. mit Unterstützung der Kaiserin Auguste Viktoria. Dem Reifensteiner Verband seit 1914 angeschlossen. |                         |
| Malchow 1930                                                          | Wirtschaftliche Frauenschule Malchow in Mecklenburg 1916–1949 Besitzer Mecklenburgischer Frauenschulverband, Schwerin, ab 1920 die Landwirtschaftskammer Mecklenburg-Schwerin, ab 1934 die Landesbauernschaft Mecklenburg im Reichsnährstand. Ab 1945 Landesregierung Mecklenburg. Dem Reifensteiner Verband seit 1916 angeschlossen. |                         |
| Mallinckrodthof                                                       | Wirtschaftliche Frauenschule Mallinckrodthof auf Haus Borchen in Nordborchen bei Paderborn 1912–2004 Besitzerin Gesellschaft für landwirtschaftliche Frauenbildung GmbH in Nordborchen. Dem Reifensteiner Verband seit 1912 angeschlossen. Ab 1942 Provinzial-Landfrauenschule Nordborchen, ab 1970 Frauenbildungsanstalt Mallinckrodthof, später: Mallinckrodthof Berufskolleg, Berufsfeld Ernährung und Hauswirtschaft. |                         |
| [kein Foto vorhanden]                                                 | Wirtschaftliche Frauenschule des Maria-Marthastiftes des evangelischen St. Johannisverein in Lindau/Bodensee mit dem der Frauenschule angeschlossenen Lehrgut Priel, Daten des Bestandes nicht bekannt |                         |
| Gartenbauschule 1910                                                  | Obst- und Gartenbauschule in Marienfelde bei Berlin 1899–1921 Besitzerin Dr. Elvira Castner. Dem Reifensteiner Verband seit 1917 angeschlossen. |                         |
| Miesbach 1930                                                         | Wirtschaftliche Frauenschule, später Landfrauenschule Miesbach in Oberbayern, vorher Geiselgasteig 1903 bis heute Besitzer Bayrischer Verein für wirtschaftliche Frauenschulen auf dem Lande, ab 1932 Verein für die Wirtschaftliche Frauenschule Miesbach und das Landwirtschaftliche Lehrgut Straß-Moos. Dem Reifensteiner Verband seit 1903 angeschlossen. Ab 1977 Staatliches Berufsbildungszentrum für Hauswirtschaft mit Berufsfachschule, Berufsoberschule und Fachakademie für Hauswirtschaft. Heute: Staatliches Berufliches Schulzentrum mit Berufsfachschule Kinderpflege, Berufsfachschule Ernährung und Versorgung. |                         |
| Nassau 1910                                                           | Ländliche Hausfrauenschule Nassau an der Lahn, früher Hauswirtschaftsschule Kühn-Maßmann 1905–1922 Besitzerinnen Fräulein Kühn und Fräulein Maßmann. Dem Reifensteiner Verband seit 1917 angeschlossen. |                         |
| Neudietendorf 1930                                                    | Wirtschaftliche Frauenschule, später Landfrauenschule Neudietendorf in Thüringen 1920–1948 Besitzer Schulverband Zinzendorfschulen GmbH der Deutschen Brüder-Unität, Sitz Herrnhut in Sachsen. Dem Reifensteiner Verband seit 1923 angeschlossen. |                         |
| [kein Foto vorhanden]                                                 | Ländliche Frauenschule Petersschule in Neuendorf bei Lyck, preußischer Regierungsbezirk Allenstein/Ostpreußen 1925 – Datum der Schließung nicht bekannt |                         |
| Rothenburg                                                            | Wirtschaftliche Frauenschule Rothenburg ob der Tauber mit dem Zehlersgut bei Rothenburg 1916–1931 Besitzer Bayrischer Verein für wirtschaftliche Frauenschulen auf dem Lande. Dem Reifensteiner Verband seit 1916 angeschlossen. |                         |
| Brugghalden 1924                                                      | Haus- und landwirtschaftliche Bildungsstätte Schloß Brugghalden in Neckargemünd 1921–1924 Besitzerin Frau Brugger. Dem Reifensteiner Verband seit 1921 angeschlossen. |                         |
| Stedten 1925                                                          | Ländliche Haushaltungsschule in Schloß Stedten bei Erfurt, ab 1930 Ländlich-hauswirtschaftlicher Lehrbetrieb 1921–1933 Besitzerin Lolo Gräfin von Keller. Dem Reifensteiner Verband seit 1924 angeschlossen. |                         |
| Schnackenburg 1920                                                    | Lehrwirtschaft Schnackenburg an der Elbe westlich von Wittenberge, geschlossen 1922 Besitzerin Gräfin Clara Bernstorff. Dem Reifensteiner Verband seit 1921 angeschlossen. |                         |
| Schorn                                                                | Landwirtschaftliches Lehrgut Schorn bei Pöttmes, verlegt nach Straß-Moos bei Neuburg an der Donau, ab 1935 Landfrauenschule Straß, 1917–1956 Besitzer bis 1939 der Bayrische Verein für wirtschaftliche Frauenschulen auf dem Lande, später ungenannt in Bayrischer Verein Landfrauenschulen, ab 1939 Besitz des Landes Bayern. Dem Reifensteiner Verband angeschlossen ab 1917. Ab 1956 weitergeführt als Landfrauenschule in Triesdorf in Mittelfranken |                         |
| Schwalbenstein 1932                                                   | Obstgut Schwalbenstein bei Balduinstein/Lahn, geschlossen 1925–1933 Besitzerin Gesellschaft für landwirtschaftliche Frauenbildung GmbH Nordborchen bei Paderborn. Vor der Verlagerung Gärtnerinnen- und Haushaltungsschule Haus Gandersheim in Kaiserwerth am Rhein. |                         |
| Selikum 1950                                                          | Wirtschaftliche Frauenschule, später Landfrauenschule Selikum auf Schloß Reuschenberg bei Neuß am Rhein 1917 – bestand bis in die 1980er Jahre Besitzerin ist die Gesellschaft für landwirtschaftliche Frauenbildung GmbH in Nordborchen bei Paderborn. Dem Reifensteiner Verband ab 1917 angeschlossen. Ab 1969 Lehranstalt für land- und hauswirtschaftliche Frauenbildung, ab 1980 Berufsfachschule für ländliche Hauswirtschaft, Fachschule für Ernährungs- und Hauswirtschaft. |                         |
| [kein Foto vorhanden]                                                 | Landwirtschaftliche Haushaltungsschule Sonnenblick bei Sondershausen in Thüringen, geschlossen 1924 Besitzerin Frau Major Mellinghoff. Dem Reifensteiner Verband seit 1920 angeschlossen |                         |
| [kein Foto vorhanden]                                                 | Landwirtschaftlicher Lehrbetrieb Sonnenhof in Neuendorf im Kreis Königsberg in Ostpreußen 1920–1924 Besitzerinnen Irene Freiin von Gayl und Margarete von Spies. Dem Reifensteiner Verband seit 1920 angeschlossen. |                         |
| Stift Finn 1938/39                                                    | Wirtschaftliche Frauenschule Stift Finn in Estland 1922–1939 Besitzerin Adeliges Damenstift Johann Diedrichstein in Finn. Dem Reifensteiner Verband von 1926 bis etwa 1936 angeschlossen. |                         |
| Landwirtschaftliches Lehrgut Straß-Moos bei Neuburg an der Donau 1936 | Landwirtschaftliches Lehrgut Straß-Moos bei Neuburg an der Donau, ab 1935 Landfrauenschule Straß, ab 1956 weitergeführt als Landfrauenschule in Triesdorf in Mittelfranken |                         |
| Sülzfeld 1920                                                         | Landfrauenseminar für ländliches Fortbildungswesen und Jugendpflege in Sülzfeld bei Meiningen 1916–1920 Besitzerin Freiin von Pawel-Rammingen. |                         |
| Theresenhaus 1915                                                     | Hauswirtschaftliche Frauenschule Theresenhaus in Rochlitz, später in Grimma in Sachsen 1910–1933 Besitzerinnen Mathilde und Elisabeth Wörner. Dem Reifensteiner Verband seit 1910 angeschlossen. | Schulnadel Theresenhaus |
| [kein Foto vorhanden]                                                 | Landwirtschaftliche Kreishaushaltungsschule Triesdorf, ab 1935 Landfrauenschule Triesdorf in Mittelfranken 1913–1956 |                         |
| Trillke-Gut 1965                                                      | Wirtschaftliche Frauenschule, später Landfrauenschule Trillke-Gut in Hildesheim, von 1940 bis 1958 in Haus Harderode bei Hameln, dann wieder zurückgekehrt zum Trillke-Gut 1928–1993 Besitzerin von 1928 bis 1976 die Landwirtschaftskammer Hannover, ab 1976 der Landkreis Hildesheim. Dem Reifensteiner Verband seit etwa 1932 angeschlossen. | Schulnadel Trillke-Gut  |
| Waldhaus Häcklingen 1920                                              | Haus- und landwirtschaftlicher Lehrbetrieb Waldhaus Häcklingen bei Lüneburg-Häcklingen 1917–1923 Besitzerin Margarete Endemann. Dem Reifensteiner Verband 1917 angeschlossen. |                         |
| [kein Foto vorhanden]                                                 | Wirtschaftliche Frauenschule in Wolfratshausen im Isartal südlich von München, später Landwirtschaftliche Frauenschule 1926–1938 Träger der Frauenschule: Ortsgruppe München des Jüdischen Frauenbundes. |                         |